# أوروبانش لاتيسكوما
أوروبانش لاتيسكوما هو نوع من الهالوك في عائلة هالوكية موطنه في الغرب البحر الأبيض المتوسط. وهو طفيلي مثل إكليل الجبل وربما الشجيرات الأخرى (قريضة النيابة، جينيستا النيابة).

## الوصف
أوروبانش لاتيسكوما هو نبات معمر. له جذع أرجواني بسيط بشعر، والأوراق أرجوانية بنية اللون أيضًا مع شعر. يبلغ طوله 15-25 سم (5.9-9.8 بوصة)، كثيف بأزهار متعددة. الأزهار أرجوانية اللون ومميزة، حيث أن الكأس على شكل جرس ولكن مع فصين في النصف العلوي، جانب العمود، بدلاً من تقسيمها إلى قطعتين من قاعدتها. يزهر في الربيع.

## التوزيع والموطن
تعود أصول أوروبانش لاتيسكوما إلى شبه الجزيرة الايبيرية (في وسط البرتغال وجنوب وشرق إسبانيا)، شمال غرب أفريقيا (المغرب والجزائر) وجزر البليار (في إيبيزا وفورمينتيرا). توجد أيضا فيالبرتغال بشكل اساسي في حديقة سيراس دي إير كانديروس الطبيعية، إستريموز، وعلى طول حوض نهر تاجة. يسكن في الغابات، الشجيرات المتصلبة وغابات الصنوبر، بشكل عام في التربة الجيرية.

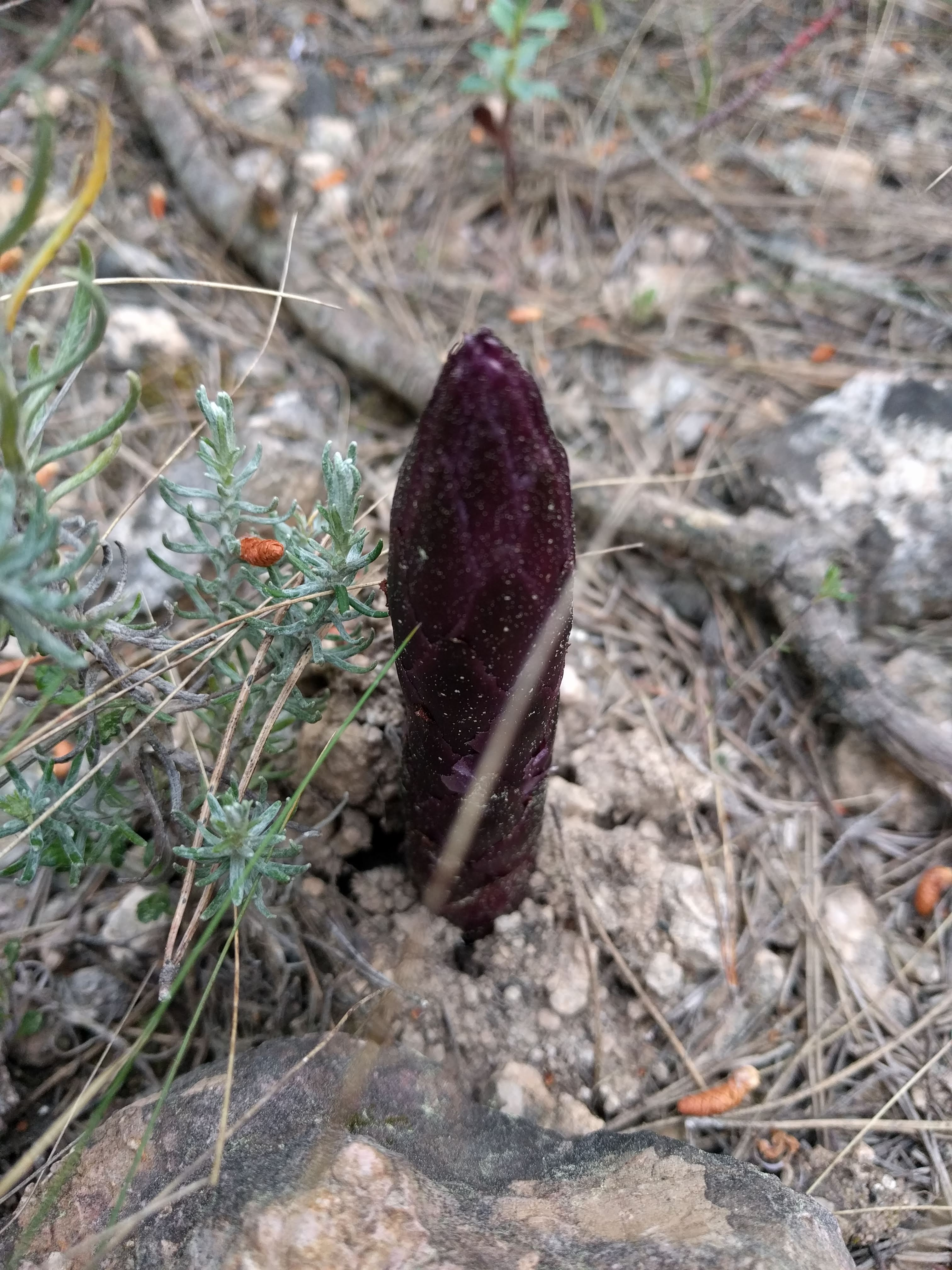
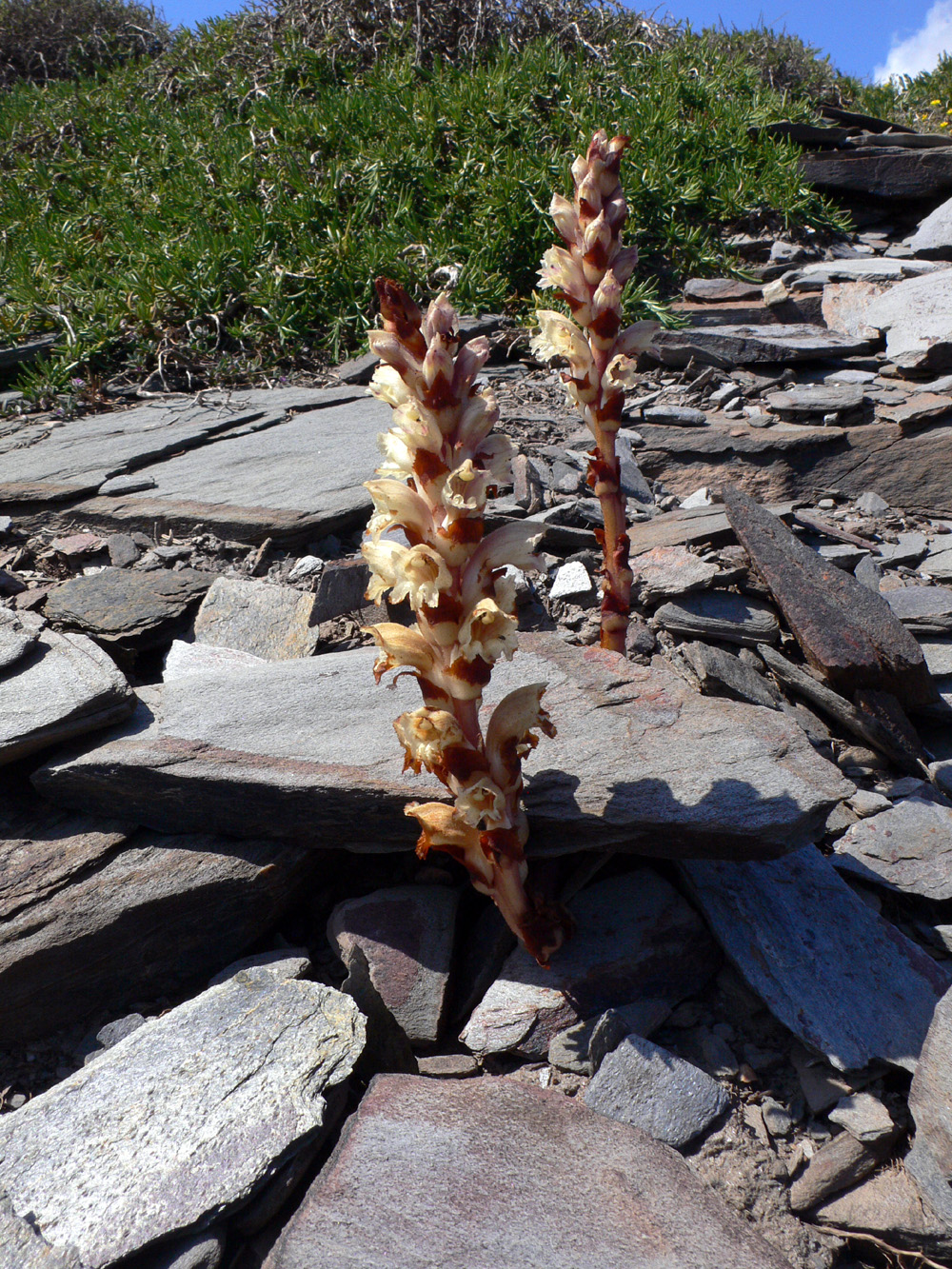